# Atractus variegatus
Atractus variegatus är en ormart som beskrevs av Prado 1942. Atractus variegatus ingår i släktet Atractus och familjen snokar. Inga underarter finns listade.
Arten förekommer i Colombia i departementet Boyacá. Honor lägger ägg.